# Helena Lasztoviczová
Helena Lasztoviczová (* 21. prosince 1968 Považská Bystrica) je česká politička a bývalá členka Strany svobodných občanů. V letech 2016 až 2020 byla zastupitelkou Zlínského kraje. Do roku 2018 zastávala post místopředsedkyně krajského sdružení ve Zlínském kraji, v letech 2021–2022 pak byla krajskou předsedkyní.

## Politická činnost a postoje
Členkou Strany svobodných občanů se stala roku 2012. Od února 2014 do prosince 2018 byla Helena Lasztoviczová místopředsedkyní strany ve Zlínském kraji, v letech 2021–2022 pak tamní předsedkyní. Od prosince 2018 do října 2022 zasedala ve stranickém Republikovém výboru. Na konci roku 2022 ze strany vystoupila.
Dne 8. října 2016 byla zvolena za koalici Strany svobodných občanů a Strany soukromníků České republiky do krajského zastupitelstva Zlínského kraje. V listopadu téhož roku se stala členkou sociálního výboru Zlínského kraje a posléze také členkou dopravního výboru. Během volební kampaně kritizovala neutěšený stav sociální oblasti ve Zlínském kraji.
Navrhovala, aby sociální služby v kraji poskytovaly i soukromé subjekty. Vyslovila se též pro zvýšení mezd pracovníků v sociální sféře. Od konce roku 2018 se zastupitelstvo Zlínského kraje potýkalo s problematikou výstavby nové nemocnice, jež podle vize hejtmana Jiřího Čunka měla vyrůst na pozemcích, situovaných v katastrálním území Malenovic u Zlína. Lasztoviczová se k projektu stavěla od počátku rezervovaně a společně s dalším zastupitelem za Svobodné, Tomášem Pajonkem, rovněž poukazovala na nedostatek diskuse, který dle nich celý projekt provázel a navzdory nesouhlasu hejtmana Čunka se jim podařilo prosadit zadání oponentního posudku. Lasztoviczová pak v červnu 2020 podpořila petici spolku Zachraňme naše zdravotnictví, jejímž cílem bylo sehnat dostatek podpisů k vyhlášení krajského referenda, v němž by měli občané možnost se k chystanému stavebnímu záměru vyjádřit. Krajem vydávaný měsíčník Magazín 21 zároveň označila za nástroj hejtmanovy reklamy. Před krajským volbami 2020 se předsednictvo zlínských Svobodných rozhodlo nepodpořit společnou kandidátku se Soukromníky a hnutím Trikolora a Lasztoviczová tak svůj mandát již neobhajovala.
Jako krajská předsedkyně Svobodných se stala se signatářkou otevřeného dopisu Ženy proti kvótám!, který byl stranickým sekretariátem zveřejněn v květnu 2022.
V květnu 2017 zkritizovala záměr města Valašského Meziříčí na zřízení MHD zdarma. Zastupitelstvo města se k tomuto kroku rozhodlo pro znečištěný vzduch, jenž ve městě panuje. Místo MHD zdarma Lasztoviczová poukázala na nezbytnost vzniku silničního obchvatu města, jenž by podle jejich slov od znečištění ovzduší městu pomohl mnohem více, nežli MHD financovaná z městského rozpočtu.
V komunálních volbách 2018 kandidovala ve Valašském Meziříčí za koalici ODS a Svobodní.Získala celkem 818 hlasů, avšak křeslo v městském zastupitelstvu neobsadila. Do zastupitelstva města Valašského Meziříčí neúspěšně kandidovala i během komunálních voleb 2022, kdy na kandidátce Nezávislých obdržela celkem 716 hlasů. Po volbách se stala členkou finančního výboru města.

## Osobní život
Absolvovala studium oboru geodezie na Střední průmyslové škole stavební v Opavě. Je vdaná a má jednoho syna. Žije ve Valašském Meziříčí.